# Karl Brunner (Mediziner)
Karl Friedrich Brunner (* 8. Januar 1908 in München; † nach 1989) war ein deutscher Chirurg und SS-Arzt.

## Ausbildung und Leben
Brunner wurde 1936 zum Dr. med. promoviert. Er war von 1934 bis 1936 in der Chirurgischen Universitätsklinik München unter Erich Lexer und 1937 in der chirurgischen Abteilung des städtischen Krankenhauses rechts der Isar tätig. Ab 1937 war er als Chirurg in den Heilanstalten Hohenlychen unter Karl Gebhardt tätig, ab Januar 1939 als Oberarzt. Von August 1939 bis 1943 war er im „Heeresdienst in leitender Stellung“. Zum 1. September 1943 wechselte er als Hauptsturmführer zur Waffen-SS und wurde Oberfeldarzt, 1. Oberarzt in Hohenlychen und Stellvertreter von Gebhardt. Gebhardt führte ab August 1942 Menschenversuche mit Häftlingen des KZ Ravensbrück durch. Sein Stellvertreter Brunner wurde noch zum 30. Januar 1945 zum SS-Obersturmbannführer befördert.
Im Vorfeld des Nürnberger Ärzteprozesses wurde Brunner in einer Auflistung noch als möglicher Mitangeklagter geführt. Laut den Erinnerungen des Chefanklägers Telford Taylor war das Tribunal nicht sorgfältig genug vorbereitet, die Dokumentenmassen waren so umfangreich, dass der Zufall eine große Rolle gespielt habe. Brunner wurde nicht angeklagt. Er verfasste eine eidesstattliche Erklärung für die Verteidigung seines früheren Vorgesetzten, der wegen Kriegsverbrechen und Verbrechen gegen die Menschlichkeit zum Tode verurteilt und hingerichtet wurde.
Ab 1948 war Brunner zunächst Abteilungsarzt im Versehrtenkrankenhaus Possenhofen unter Paul Rostock. Von 1950 bis 1985 hatte er eine eigene Praxis mit Unfallambulanz und war für Berufsgenossenschaften beratend tätig.

## Publikation
- Ueber Lactucarium. Leipzig, Phil. Diss. vom 9. April 1936, Hochschulschrift: Diplomarbeit/Dissertation, Verlag: Dresden: Dittert, 1936  OCLC 32681480